# Milorad Mijatović
Milorad Mijatović (en serbe cyrillique : Милорад Мијатовић ; né le 25 novembre 1947 à Erdevik) est un homme politique serbe. Il est vice-président du Parti social-démocrate de Serbie (SDPS) et président du groupe parlementaire du SDPS à l'Assemblée nationale de la République de Serbie,.

## Parcours
Milorad Mijatović naît en 1947 à Erdevik, un village situé près de Šid, dans la province de Voïvodine. Il obtient une licence et un master à la Faculté des sciences de l'université de Sarajevo puis un doctorat à la Faculté des sciences de l'université de Novi Sad. Docteur en mathématiques, il devient professeur à l'école supérieure de commerce de Novi Sad,.
Milorad Mijatović devient président de l'Union des syndicats indépendants de Voïvodine et vice-président de l'Union des syndicats indépendants de Serbie. Il est reconduit dans cette dernière fonction le 29 juin 2010,.
Milorad Mijatović devient vice-président du Parti social-démocrate de Serbie (SPDS) fondé en 2009 par Rasim Ljajić et, lors des élections législatives du 6 mai 2012, il figure sur la liste de la coalition Un choix pour une vie meilleure, soutenue par le président sortant Boris Tadić, ce qui lui vaut de devenir député à l'Assemblée nationale de la République de Serbie ; le SDPS forme un groupe parlementaire et Milorad Mijatović en devient le président.
À l'Assemblée, en plus de cette fonction, il participe aux travaux de la Commission des affaires étrangères et de la Commission des finances, du budget de l'État et du contrôle des dépenses publiques ; en tant que suppléant, il participe aussi à ceux de la Commission de l'aménagement du territoire, du transport, des infrastructures et des télécommunications et de la Commission du travail, des questions sociales, de l'intégration sociale et de la réduction de la pauvreté.